# Rolando Quadri
Rolando Quadri (San Casciano dei Bagni, 22 dicembre 1907 – Roma, 2 aprile 1976) è stato un giurista italiano.

## Biografia
Compì gli studi universitari a Siena, dove si laureò in giurisprudenza nel 1929. Dal 1933 fu assistente presso l'Istituto di diritto pubblico a Padova; divenne libero docente nel 1935 e, successivamente, fu incaricato di Diritto internazionale a Padova, a Urbino e a Ca' Foscari, presso la Facolta' di Economia e Commercio di Venezia. Incluso nella terna dei vincitori, nel concorso bandito dall'Università di Urbino nel 1939, divenne titolare della cattedra di Diritto internazionale a Padova e, successivamente, a Pisa (1950), a Napoli (1953) e a Roma (1975-76, dopo avervi insegnato Diritto pubblico nel 1971-1975).
Membro dell'Institut de droit international, fra il 1950 e il 1970 fu professore di Diritto internazionale pubblico e privato nelle Facoltà di Giurisprudenza di Alessandria d'Egitto, del Cairo e di Heliopolis. Ebbe la direzione di riviste come Diritto internazionale e l'Annuario di diritto internazionale, nonché di pubblicazioni collettanee (come i due Commentari ai Trattati istitutivi della CEE, della CECA, editi nel 1965 e nel 1970).
Partecipò alla delegazione italiana alla Conferenza di pace (Parigi, New York, 1947), all'elaborazione del codice civile egiziano (1949), al Consiglio del contenzioso diplomatico del MAE (dal 1957); fu esperto costituzionale delle Nazioni Unite per il Congo (1960).
Nel 1975 l'Accademia dei Lincei gli conferì il Premio Feltrinelli per le Scienze Giuridiche.

## Opere
- Scritti giuridici, Milano 1988.
- voce Stato del Nuovo Digesto italiano, 12, 1940.
- La sudditanza nel dir. internazionale (Padova 1936).
- Funzione del diritto internazionale privato, in Archivio di diritto pubblico, 1936, p. 289 s.
- Critica del cd. problema del rinvio, in Giurisprudenza comparata di diritto internazionale privato, 1943, p. 153 s.
- Diritto internazionale pubblico, Napoli, 1945 (1 ed.), 1968 (5 ed.)
- Lezioni di diritto internazionale privato, Napoli, 1955.